# Montcalm (1900)
Montcalm – francuski krążownik pancerny z początku XX wieku, typu Gueydon. Brał udział w I wojnie światowej. Okręt nazwano na cześć Louisa-Josepha de Montcalm.
Krążownik wyposażony był w 20 opalanych węglem kotłów parowych Normand Sigaudy (w odróżnieniu od innych okrętów typu) i trzy maszyny parowe potrójnego rozprężania z tłokami pionowymi. Zapas paliwa był równy 1575 ton. Okręt uzbrojony był w dwie armaty okrętowe 194 mm L40 Mle 1893-96, osiem armat 164,7 mm L45 Mle 1893-96, cztery armaty 100 mm, szesnaście armat 47 mm (trzyfuntowych), cztery armaty 37 mm (jednofuntowe) i dwie podwodne wyrzutnie torped kal. 450 mm.

## Służba w skrócie
W 1902 roku „Montcalm” wziął udział w wizycie prezydenta Francji Émile′a Loubeta w Rosji (razem z krążownikiem „Guichen” i mniejszymi okrętami).
"Montcalm" brał udział w I wojnie światowej. Działał początkowo w pobliżu Australii i uczestniczył w zajęciu Samoa. W 1915 przebazował do Suezu. Od stycznia do września 1916 był w remoncie. Następnie eskortował konwoje atlantyckie, bazując w Indiach Zachodnich. W 1918 brał udział w interwencji w ZSRR, przebywając na północy - w Murmańsku i Archangielsku. Wycofany ze służby został w 1926. W 1933 roku przekształcony w hulk.
Szczegółowy opis i dane w artykule krążowniki pancerne typu Gueydon